# Issues (canção de Escape the Fate)
"Issues" é um single da banda norte-americana de rock Escape the Fate, presente em seu terceiro álbum de estúdio auto-intitulado Escape the Fate. Ele foi lançado como single digital no iTunes em 14 setembro de 2010. No entanto, a música vazou cedo via rádio KROQ em 9 de setembro de 2010. Esta música estreou em número 48 na America's Music Charts for Active Rock, e atualmente em número #27 na Billiboard Hot Mainstream Rock Tracks chart, e estreou em número #32 em ambas as Billboards Alternative Songs chart, e #39 na Billboard Rock Songs chart.

## Vídeo
O vídeo da música foi lançado em 28 de setembro de 2010 e foi dirigido por PR Brown. O vídeo apresenta uma narrativa que é contada fora de cronologia. Ele apresenta os membros da banda tocando em uma igreja. No final da história (que mostrou durante o vídeo) ele começa a mostrar uma multidão de pessoas invadindo a igreja e atacando todos os membros da banda, e capturando-os. A multidão carrega Craig, Monte, Max e Robert para fora, Max é amarrado a uma estaca de madeira, onde é posteriormente queimado. Monte está com o corpo todo amarrado, porém a corda é puxada quando ele cai em um lago (Embora, no "making of" do vídeo é revelado que era para ele ser puxado em um poço de espinhos). Robert é obrigado a inclinar a cabeça contra um tronco, enquanto um homem com um machado corta a cabeça dele. Enquanto isso, Craig está amarrado a uma corda, e é visto apenas tentando levantar o seu corpo para cima, empurrando um pedaço de pau com o pé. Quando o vídeo termina, a corda começa a arrebentar, fica óbvio que a corda quebra o pescoço de Craig.

## Faixas
| Edição Single iTunes |          |         |  |
| N.º                  | Título   | Duração |  |
| 1.                   | "Issues" | 2:42    |  |

## Créditos
- Craig Mabbitt - Vocal
- Bryan Money - Guitarra, Teclado, vocal
- Max Green - Baixo, Vocal
- Robert Ortiz - Bateria, Percussão

## Paradas
| Parada (2010)                             | Posição Maxima |
| ----------------------------------------- | -------------- |
| U.S. Billboard Alternative Songs          | 29             |
| U.S. Billboard Hot Mainstream Rock Tracks | 23             |
| U.S. Billboard Rock Songs                 | 33             |

## Remixes EP
Issues Remixes é o terceiro EP da banda de post-hardcore americana Escape the Fate. É o primeiro EP da banda com a Interscope Records, depois que a banda encerrou o contrato com sua gravadora de anos, a Epitaph Records. Issues Remixes foi lançado digitalmente através de lojas on-line de mídia em 11 de janeiro de 2011.

### Lançamento
Issues Remixes foi lançado digitalmente em 11 de janeiro de 2011 e é composto por remixes de vários artistas.

### Faixas
| N.º            | Título                                     | Duração |  |
| 1.             | "Issues" (Jakwob Remix)                    | 3:00    |  |
| 2.             | "Issues" (Does It Offend You, Yeah? Remix) | 3:47    |  |
| 3.             | "Issues" (Wolves at the Gate Remix)        | 3:43    |  |
| 4.             | "Issues" (LA Riots Remix)                  | 5:43    |  |
| Duração total: | Duração total:                             | 16:17   |  |

| Bônus Europeia |                       |         |  |
| N.º            | Título                | Duração |  |
| 5.             | "Issues" (Neus Remix) | 4:13    |  |

### Créditos
Issues Remixes EP foi listado no Allmusic.
Escape the Fate
- Craig Mabbitt – vocal
- Max Green – baixo, vocal
- Monte Money – guitarra, teclado, sintetizador, vocal, produção
- Robert Ortiz – bateria, pércussão

Produção
- Jakwob - DJ, Remixador
- Does It Offend You, Yeah? - Banda eletrônica
- Wolves at the Gate (Jade Puget) - Remixador[11]
- LA Riots - American DJ's.